# مارتينا بافيتش
مارتينا بافيتش (بالكرواتية: Martina Pavić) مواليد 27 أكتوبر 1988 في زغرب، هي لاعبة كرة يد كرواتية. مثلت منتخب كرواتيا لكرة اليد للسيدات.

## الإنجازات
- كأس أبطال الكؤوس الأوروبية لكرة اليد للسيدات:
  - ربع النهائي: 2012